# پل راجرز (بازیکن بسکتبال)
پل راجرز (انگلیسی: Paul Rogers؛ زادهٔ ۲۹ سپتامبر ۱۹۷۳) بازیکن بسکتبال اهل استرالیا است. از باشگاه‌هایی که در آن بازی کرده‌است می‌توان به باشگاه بسکتبال رئال مادرید اشاره کرد. وی در مسابقات کشوری و بین‌المللی در مجموع برندهٔ ۱ مدال طلا شده‌است.

## بازیگری
از فیلم‌ها یا برنامه‌های تلویزیونی که وی در آن نقش داشته‌است می‌توان به بیلی باد اشاره کرد.